# 1849
1849 је била проста година.

## Догађаји

### Фебруар
- 9. фебруар — проглашена Римска Република

### Март
- 4. март — Закари Тејлор је инаугурисан за 12. председника САД.
- 5. март — Битка код Капоње
- 20. март — Пијемонт други пут објављује рат Аустрији.

### Јун
- 6. јун — Битка код Фредерикије
- 12. јун — Мађари топовима с Петроварадинске тврђаве скоро потпуно уништили Нови Сад бранећи се од напада војске хрватског бана Јосипа Јелачића.

## Рођења

### Јануар
- 22. јануар — Аугуст Стриндберг, шведски писац, сликар и фотограф

### Март
- 6. март — Георг Лугер, аустријски проналазач и изумитељ
- 19. март — Алфред фон Тирпиц, немачки адмирал

### Јул
- 28. мај — Вјекослав Клаић, хрватски историчар

### Септембар
- 14. септембар — Иван Павлов, руски лекар и научник.

### Децембар
- 6. децембар — Аугуст фон Макензен, немачки фелдмаршал.

## Смрти

### Фебруар
- 8. фебруар - Франце Прешерен, словеначки песник

### Мај
- 28. мај - Ана Бронте, енглеска књижевница

### Јун
- 15. јун — Џејмс Нокс Полк, 11. председник САД. (*1795)

### Јул
- 31. јул — Шандор Петефи, мађарски песник

### Септембар
- 25. септембар — Јохан Штраус Старији, аустријски виолинист, диригент и композитор. (*1804)

### Октобар
- 7. октобар — Едгар Алан По, амерички књижевник. (*1809)
- 17. октобар - Фредерик Шопен, пољски композитор и пијаниста